# Craig Hickman
Craig Hickman (sinh ngày 8 tháng 12 năm 1967) là một nhà văn người Mỹ gốc Phi, nông phu và chính khách dân chủ từ bang Maine. Được bầu vào năm 2012, ông đang phục vụ tại Hạ viện Maine thứ 126 với tư cách là đại diện cho quận 82 của Maine. Hickman đã giành chiến thắng trong cuộc bầu cử sơ bộ năm 2012 với gần 80%, và vận động chấm dứt nạn đói, xóa bỏ các quy định cho các trang trại và doanh nghiệp nhỏ và đầu tư vào các sáng kiến năng lượng bền vững.

## Tuổi thơ và sự nghiệp
Hickman sinh ra tại Madison, Wisconsin, vào ngày 8 tháng 12 năm 1967. Ông học trung học tại trường trung học Rufus King tại Milwaukee, Wisconsin, nơi ông là thủ khoa. Hickman theo học đại học tại Đại học Harvard, tốt nghiệp năm 1990 với bằng cử nhân Chính phủ. Lần đầu tiên ông tranh cử đến Nhà Maine vào năm 2010, thua Patrick Flood đương nhiệm. Năm 2012, ông đã giành chiến thắng trong cuộc bầu cử sơ bộ của mình bằng một tỷ lệ khá lớn, và sau đó là cuộc tổng tuyển cử vào ngày 6 tháng 11 năm 2012, đánh bại Đảng Cộng hòa Scott Davis 59%–41%. Hai năm sau, giữa làn sóng của Đảng Cộng hòa, Hickman đã giành chiến thắng trong cuộc bầu cử lại chống lại Đảng Cộng hòa Lee Fellman bằng tỷ lệ lở đất, 65%-35%.

## Đời tư
Hickman hiện đang sống ở Winthrop, Maine, với đối tác của mình, Jop Blom. Ông là một trong sáu thành viên đồng tính công khai của Cơ quan lập pháp Maine, cùng với Sen. Justin Chenette (D–Saco) và Reps. Matt Moonen (D–Portland), Ryan Fecteau (D–Biddeford), Lois Galgay Reckitt (D–South Portland) và Andrew McLean (D–Gorham).
Ông điều hành Annabessacook Farm Bed & Breakfast lịch sử rộng 25 mẫu, nơi ông thường xuyên phục vụ bữa ăn miễn phí cho những công dân kém may mắn. Hickman cũng viết một trong những blog thể thao độc lập được xếp hạng hàng đầu trên internet, và là cựu chủ tịch của Câu lạc bộ quay khu vực Winthrop.
Hickman đã bị bỏng nặng vào ngày 10 tháng 7 năm 2018 trong khi cố gắng thắp một đống bàn chải trên lửa.